# Після міс Джулі
«Після міс Джулі» — п'єса англійського драматурга Патріка Марбера, яка переносить події натуралістичної трагедії Августа Стріндберга «Міс Джулі» (1888) до англійського заміського будинку в липні 1945 року. Інтерпретація подій оригіналу Стріндберга переміщує їх у ніч, коли перемогу на виборах здобула Лейбористська партія Великої Британії.

## Сюжет та персонажі
У п'єсі «Після міс Джулі» лише три персонажі: Міс Джулі, заможна двадцятип'ятирічна жінка, і двоє слуг: Джон, тридцятирічний камердинер-шофер, і Крістін, кухарка, якій 35 . Події відбуваються у кухні великого заміського будинку у передмісті Лондону в той час, коли Лейбористська партія Великої Британії щойно виборола свою знамениту беззаперечну перемогу на виборах.

## Історія екранізації
П'єса «Після міс Джулі», автором і режисером якої є Патрік Марбері, вийшла на екрани на каналі BBC Two 4 листопада 1995 під час сезону прем'єр. Міс Джулі зіграла Джеральдін Сомервілль, Джона — Філ Деніелс, а роль Крістін дісталася Кеті Берк.

## Історія театральної постановки
Театральна прем'єра відбулася на сцені театру «Донмар Уэрхаус» в Лондоні 20 листопада 2003; її показ завершився 7 лютого 2004. Трьох персонажів зіграли Келлі Рейлі (Міс Джулі), Річард Койл(Джон) і Хелен Баксендейл (Крістін). Режисером постановки був Майкл Грандідж. Вона отримала в цілому дуже схвальні відгуки, особливо відзначили гру Келлі Рейлі. У «Телеграфі» написали, що це був «незабутній вечір неймовірної театральної сили», а «Гардіан» відзначив її 4 балами із 5 можливих.
Театр «Янг Вік» відновив показ «Після міс Джулі» в березні 2012 як першої постановки у Classics for A New Climate. Режисером виступила Наталі Абрахам. Наталі Дормер зіграла головну роль, Кіран Б'ю — Джона, а Поллі Кадр — Крістін. Постановка користувалася великою популярністю, а особливо високу похвалу отримала Наталі Дормер. Сара Хеммінг з The Financial Times оцінила її в 4 бали із 5, так само як і Лін Гарднер в «Гардіан», назвавши постановку Наталі Абрахам «абсолютно прийнятною для глядацького ока».
Місцева прем'єра відбулася в Theatre By The Lake in Keswick у п'ятницю 28 липня 2006. Її показ закінчився 1 листопада 2006 року. Головних героїв зіграли Жюльєтт Гудман (Міс Джулі), Гай Перрі (Джон) і Поллі Лістер (Крістін). Режисером виступив Сімон Вест. Постановка отримала схвалення за свою ідею, відмінну гру акторів та грошові збори серед глядачів.
Salisbury Playhouse показував постановку «Після міс Джулі» з 1 до 24 жовтня 2009 року, режисером якої був Том Дейлі.

## Бродвей
Прем'єра у Бродвеї, поставлена за допомогою The Roundabout Theatre Company 22 жовтня 2009 року в театрі American Airlines, отримала неоднозначні відгуки. Головних героїв зіграли Сієнна Міллер (Міс Джулі), Джонні Лі Міллер (Джон) і Марін Айленд (Крістін) за режисурою Марка Броко.